# Искушение святого Тыну
«Искушение святого Тыну» (эст. Püha Tõnu kiusamine) — эстонский фильм в жанре нуар 2009 г., режиссёром и сценаристом которого был Вейко Ыунпуу. Главную роль исполнил Таави Ээлмаа.
Название фильма обыгрывает христианскую историю об искушении святого Антония (Тыну — эстонская простонародная форма имени «Антоний», так зовут главного героя). Действие фильма происходит очень медленно, камера минутами может задерживаться на каком-либо однообразном действии.

## Сюжет
Герой фильма — преуспевающий менеджер завода. Жизнь вокруг него весьма однообразна и довольно неприглядна, а его вежливость и утончённые манеры выглядят контрастом на фоне как жителей села, откуда родом был его покойный отец, так и его коллег — записных алкоголиков. Возвращаясь в город с похорон отца, он случайно сбивает собаку, а, оттаскивая её в лес, находит в лесу отрубленные женские руки. Когда Тыну заявляет об этом в полицию, то полицейские готовы недолго думая пытками выбить из него признание в том, что именно он их и убил. Тыну спасает то, что в полицию приводят на допрос некую русскую девушку, которую полицейские, видимо, давно искали. Девушка сбегает (он прячет её в своей машине).
После пьяной вечеринки руководства завода владелец принимает решение уволить рабочих. Загадочная девушка по имени Надежда оказывается дочерью одного из уволенных. Тыну, чья семейная жизнь понемногу даёт трещину, увлекается ей, но девушку похищает громила в компании с личностью декадентского вида, говорящей по-английски. Похитители теряют визитку с названием клуба «Золотой век». Тыну приходит в клуб, где разворачивается странная и страшная оргия. На эстраде Тыну видит и Надежду. Посетители голосованием выбирают одну из девушек на эстраде, которую, видимо, ждёт нечто страшное, так как она плачет и сопротивляется.
Затем Тыну оказывается запертым в клетке, на его глазах сначала убивают декадента-англичанина, а затем Надежда по приказу хозяина клуба убивает себя ударом кирпича по голове. Тыну теряет сознание, а проснувшись, обнаруживает себя на операционном столе, к нему приближается маньяк с бензопилой, а его тело размечено фломастером на пронумерованные куски. Тыну удаётся сбежать. Замерзая, он долго бежит по снежной равнине. То ли наяву, то ли в предсмертном бреду Тыну видит, как он сидит за столом и съедает останки Надежды.

## Особенности
В фильме встречаются многочисленные цитаты из Чехова, а несколько минут фильма представляют собой модернистскую постановку «Дяди Вани». Ряд деталей перекликаются с фильмами «Повар, вор, его жена и её любовник», «С широко закрытыми глазами», а также фильмом «Синий бархат». 

## Актёры
- Таави Ээлмаа — Тыну
- Равшана Куркова — Надежда
- Тиина Таурайте — жена Тыну
- Стен Люнггрен — Герр Майстер (владелец клуба «Золотой век»), говорит по-немецки
- Дени Лаван — конферансье клуба «граф Дионис Коржибский», говорит по-французски
- Хендрик Тоомпере-младший — Тойво
- Катариина Лаук — жена Тойво
- Харри Кырвитс — директор
- Таави Тепленков — Урбо
- Марика Барабанщикова — жена Урбо
- Райн Толк — Кляйне Вилли
- Лиис Лепик — дочка Тыну
- Валерий Фёдоров — отец Надежды
- Эвальд Аавик — священник, ходящий по стенам